# Муталіб Мітаров
Мітаров Муталіб (23 лютого 1920 — 11 березня 2011) — табасаранський поет і письменник, Народний поет Дагестану.

## Біографія
Народився в 1920 році в селищі Кондік Хівського району, Республіки Дагестан.
Брав участь у німецько-радянській війні, воював на Північному фронті. Інвалід війни.
Закінчив педагогічний технікум і вищу партійну школу, потім працював на різних партійних і радянських посадах (першим секретарем Хівського райкому ВЛКСМ, першим секретарем табасаранського райкому КПРС, міністром побутового обслуговування республіки, директором Дагучпедгіза, в товаристві «Знання», а також в республіканському літературному музеї.
Перша публікація — в 1937 році в газеті «Червоний Табасаран». Перша книга віршів Мітарова («Щастя») випущена в 1954 році табасаранською мовою. Член Спілки письменників СРСР з 1953 року.
Автор кількох десятків поетичних книг, в тому числі переведених на російську мову. Переклав на табасаранську мову твори Пушкіна, Лермонтова, Шевченка і поетів народів Кавказу.